# Gyrotaenia trujilloana
Gyrotaenia trujilloana là loài thực vật có hoa trong họ Tầm ma. Loài này được R.A.Howard mô tả khoa học đầu tiên năm 1950.